# Sysquake
Sysquake est un environnement de calcul numérique basé sur un langage de programmation largement compatible avec MATLAB. Il permet d'avoir des graphiques interactifs qui donnent à l'utilisateur une vision directe et intuitive des relations entre différentes quantités (effet de paramètres sur une simulation par exemple). Il est utilisé pour l'enseignement, la recherche et le développement.
Différentes applications sont basées sur le même code :
- Sysquake Application Builder : programme qui crèe des applications indépendantes (fourni avec Sysquake Pro)
- Sysquake for LaTeX : langage et graphiques de Sysquake directement depuis LaTeX